# Фролов, Геннадий Михайлович
Генна́дий Миха́йлович Фроло́в (28 марта 1961, Электросталь, Московская область — 27 января 1990, там же) — советский актёр кино.

## Биография
Геннадий Фролов родился 28 марта 1961 года в городе Электросталь Московской области в рабочей семье. Мать, Тамара Дмитриевна, работала маляром на машиностроительном заводе, а отец, Михаил Иванович, шофёром (умер в 1986 году). В 1978 году, по окончании Электростальской средней школы № 3, Геннадий поступил на актёрский факультет ВГИКа, в мастерскую Сергея Герасимова и Тамары Макаровой, по окончании которого в 1982 году был принят в актёрский штат Киностудии имени М. Горького.
В ноябре 1982 года Геннадий был призван в ряды Советской Армии (войска связи), проходил службу в городе Климовске Московской области. Демобилизовавшись в мае 1984 года, вернулся на прежнее место работы.
Свою первую роль в кино Геннадий Фролов сыграл у своего учителя, Сергея Герасимова, в фильме «В начале славных дел», утвердив за собой амплуа лирико-комедийного актёра.
Зимой 1990 года, снимаясь в очередном фильме, Геннадий заболел двусторонним воспалением лёгких, осложнённым менингококковой инфекцией. В медпункте ему было отказано в помощи со ссылкой на то, что он иногородний. Вернувшись в Электросталь, Геннадий смог дойти только до дома, где вскоре скончался. Похоронен актёр на сельском кладбище в селе Казанском Павло-Посадского района (Московская область), рядом с могилой отца.

## Фильмография
- 1980 — Юность Петра — Артамон Бровкин
- 1980 — В начале славных дел — Артамон Бровкин
- 1981 — Рождённые бурей — Андрей Птаха
- 1981 — Василий и Василиса — Саня
- 1982 — Семеро солдатиков — Суббота
- 1983 — Нежный возраст — курсант
- 1984 — Манька (киноальманах)
- 1984 — Егорка — кок Наливайко
- 1985 — Тайная прогулка — лейтенант Кириллов
- 1985 — После дождичка в четверг — Иван, Варварин сын
- 1986 — С неба на землю — Коля Исаев
- 1986 — На златом крыльце сидели — Иван-царевич
- 1987 — Завтра была война — Сашка Стамескин
- 1987 — Приказ — Степан Пантелеев
- 1988 — Раз, два — горе не беда! — солдат Алёха
- 1988 — Благородный разбойник Владимир Дубровский — Гришка
- 1989 — Светик — Сергей Портнов
- 1989 — Под куполом цирка — Терентий

### Киножурнал «Фитиль»
- 1986 — Выпуск № 292 (новелла «Новые времена») — милиционер

### Киножурнал «Ералаш»
- 1983 — Выпуск № 37 (сюжет «Леди и джентльмены») — джентльмен (нет в титрах)
- 1988 — Выпуск № 67 (сюжет «Некогда!») — репортёр
- 1989 — Выпуск № 76 (сюжет «Выборы») — пионервожатый